# Prepona laertides
Prepona laertides är en fjärilsart som beskrevs av Otto Staudinger. Prepona laertides ingår i släktet Prepona och familjen praktfjärilar. Inga underarter finns listade i Catalogue of Life.